# Thợ hồ

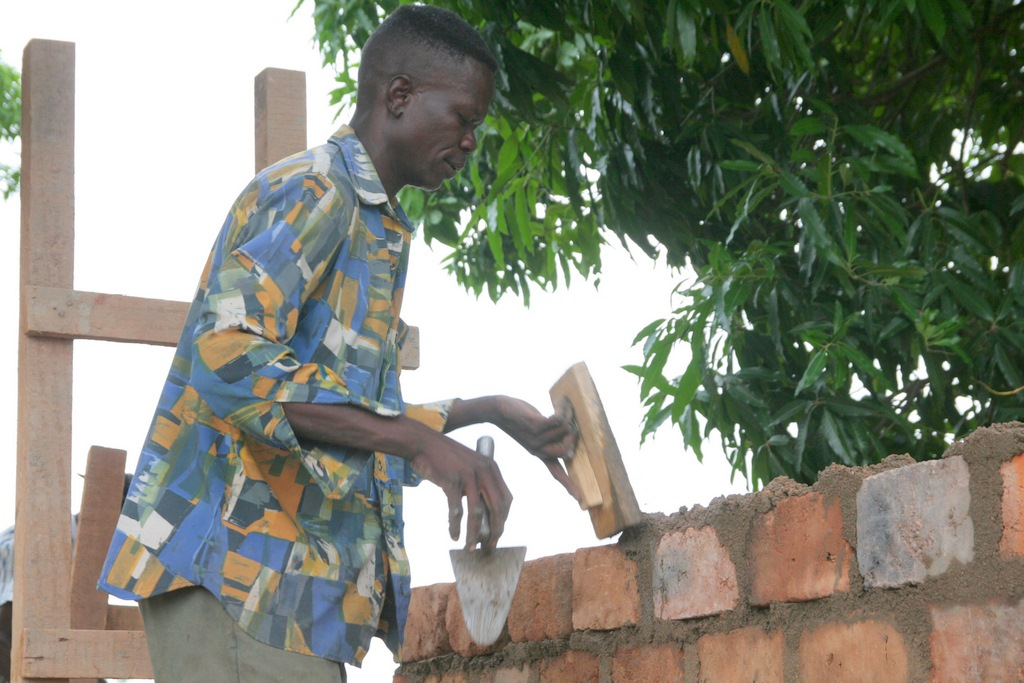
Một người thợ hồ ở Paoua, Cộng hòa Trung Phi

Thợ hồ hay thợ nề những người lao động phổ thông hay lao động tay chân mang tính tự do trong lĩnh vực xây dựng, họ thường đảm nhiệm công việc tiếp xúc với vật liệu xây dựng. Tùy theo tính chất công việc, họ còn được phân loại thành phụ hồ (phụ trách việc nhỏ nhặt như xách nước, trộn vữa, khuân gạch, đào đất, vác cây, gạch ngói, khiêng tôn, quét vôi...) hoặc thợ xây (phụ trách việc xây dựng thành các kết cấu)... Tuy nhiên, trong một công trường xây dựng chuyên nghiệp, thợ hồ thường chưa đạt đến trình độ có thể đọc hiểu, phân tích và lý luận bản vẽ kỹ thuật như kỹ sư xây dựng hay có thể đóng trần, lắp đặt các thiết bị điện, nước như kỹ sư cơ điện.
Nhìn chung trong lĩnh vực xây dựng dân dụng không chuyên ở Việt Nam, thợ hồ thông thường ít được đào tạo qua trường lớp, phần đông họ đều tự học hỏi từ người đi trước, lẫn nhau hoặc kinh nghiệm tự tích lũy qua công việc. Những người thợ đi lên bằng con đường tự học thường bắt đầu bằng công việc lao động đơn giản là phụ hồ, rồi thợ phụ, cho đến khi họ trở thành những người thợ lành nghề là thợ chính, hoặc đảm trách việc quản lý nhóm là cai thợ. Cũng có một số người thợ hồ sau này tự quy tụ, tổ chức các nhóm thợ lại để mình trở thành cai thầu.
Thợ hồ thường không được nhận lương theo tháng mà là tiền công, được lãnh theo ngày (công nhật), vì vì thế cũng ít có những hợp đồng lao động với chủ thầu. Nhìn chung đây là công việc rất vất vả vì thời gian làm việc kéo dài, có lúc từ sáng sớm đến tối muộn, thậm chí làm cả ngày Chủ nhật; chế độ nghỉ ngơi, ăn uống, tái tạo sức lao động không đảm bảo khoa học nên thợ hồ là một trong những ngành nghề dễ xảy ra tai nạn lao động. Đây được xem là nghề ít hoặc không cần vốn ban đầu, chỉ cần sức lao động và kỹ năng khéo léo, kinh nghiệm và thường dành cho những người có hoàn cảnh kinh tế khó khăn.

## Công việc chính
Công việc chính của người thợ hồ là xây dựng nhà cửa, đường sá, cầu cống theo chỉ đạo của cai thầu trên cơ sở bản thiết kế. Một người thợ hồ khi bắt đầu bằng việc xách nước, xách hồ, khuân gạch, đào đất, vác cây, gạch ngói, khiêng tôn khi đã làm quen với việc lao động đơn giản họ được giao việc trộn hồ, phụ quét vôi, phụ đóng trần,… Phụ nề phải xách được 200 - 300 xô vữa mỗi ngày, cho đến khi thợ nề chính là mỗi ngày xây, trát ít nhất phải đạt 10 - 12m2 tường. 

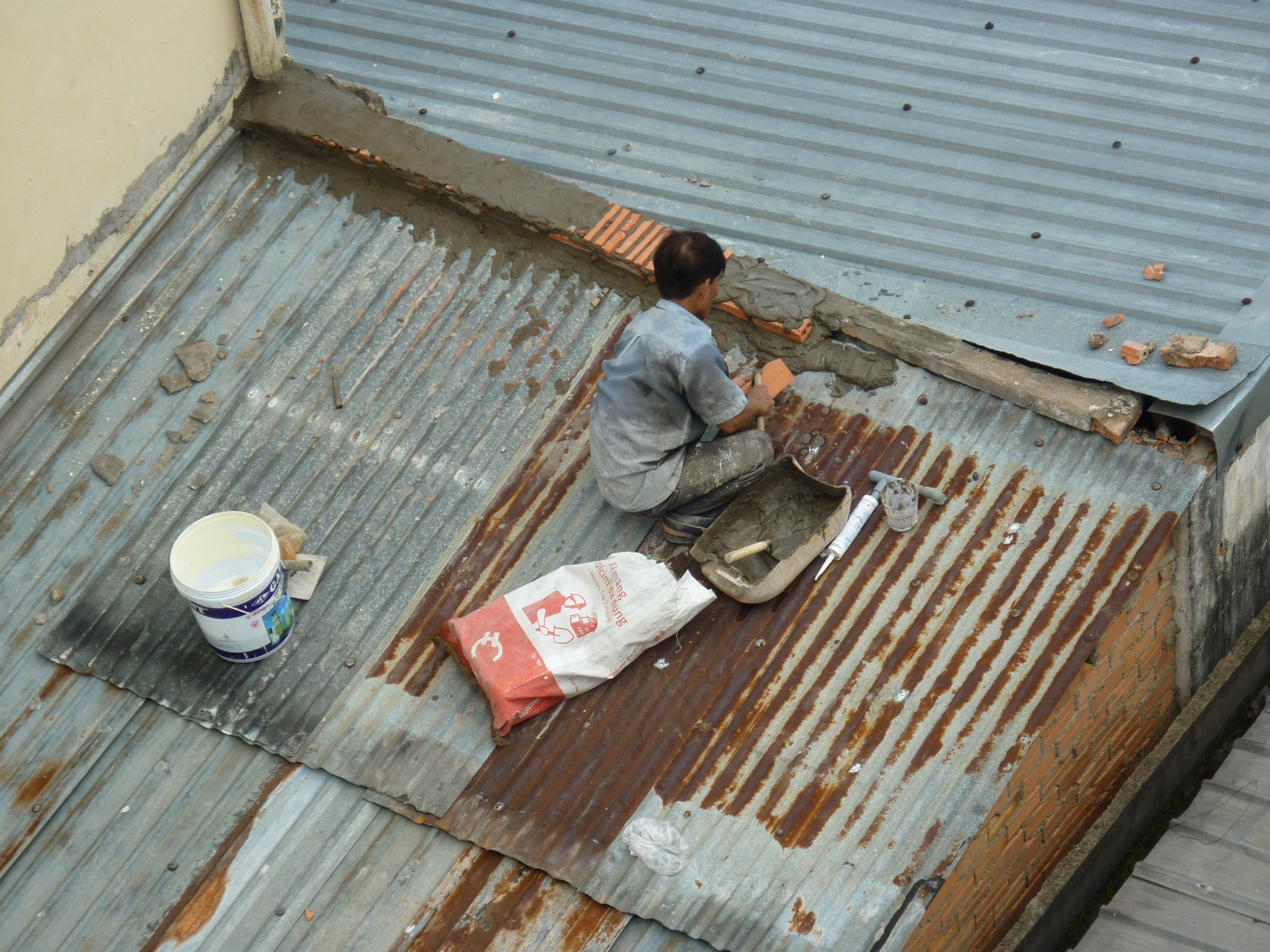
Một thợ hồ đang trét lại đà trên mái nhà

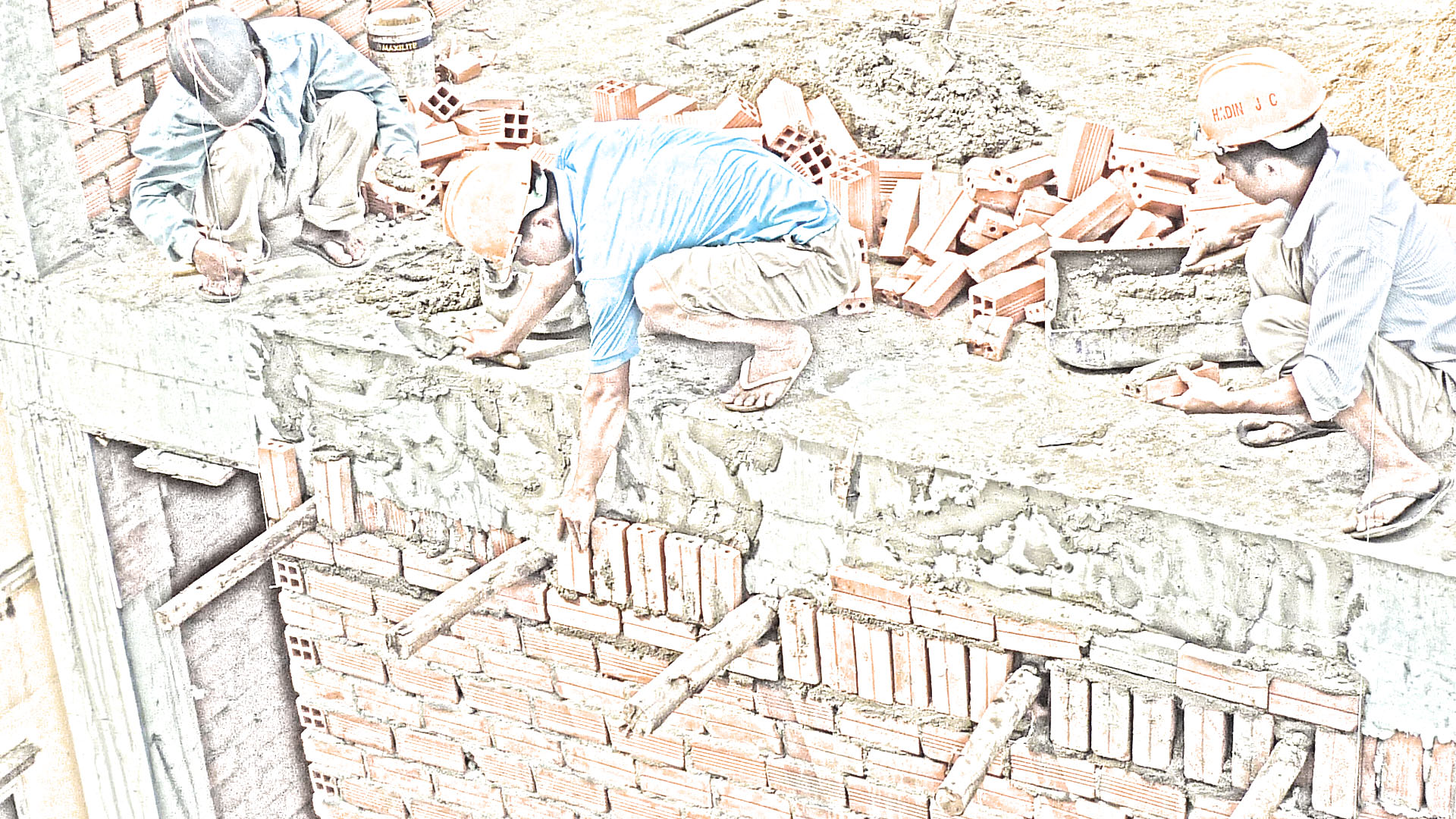
Thợ hồ đang xây tường bao đà và cột.

Những người thợ chính hoặc cai sẽ kèm cặp và đưa dần họ lên thành thợ phụ. Thời gian từ lao động đơn giản lên thành thợ phụ thường từ 6 tháng đến 1 năm. Thời gian học việc sẽ nhanh hơn đối với người học việc chăm chỉ hòa đồng với mọi người. Trong công trình có những lúc công việc rất căng thẳng và sẽ dẫn đến tình huống thiếu thợ chính. Lúc đó, những người thợ phụ được đào tạo cấp tốc để làm thợ chính, bắt đầu làm từ việc dễ đến khó dần. Giai đoạn này rất quan trọng, ai vượt qua sẽ được công nhận là thợ chính, nếu không vượt qua được thì phải tiếp tục làm thợ phụ. Thợ chính cũng được chia thành nhiều bậc, tùy theo mức lương.
Khi thành thợ chính, người thợ thường phải tự học thêm về cách đọc bản vẽ. Người thợ lúc này rất cần bổ sung kiến thức về đọc dự toán, đọc bản vẽ kiến trúc, đọc bản vẽ kết cấu. Thường có thể học ngay tại công trường do cai hoặc các kỹ sư chỉ lại.
Công việc của người thợ hồ rất đa dạng, bắt đầu từ hố móng của công trình đến lúc hoàn thiện, ngoài những công việc đơn giản trên thì những công việc cơ bản, quan trọng chính yếu của thợ hồ lành nghề (thợ chính) gồm:
- Đào móng: Công việc đào móng rất đơn giản, đó là công việc lao động phổ thông. Tuy vậy, cần có người thợ chính để lấy độ cao của công trình, xác định độ sâu của móng, xác định vị trí móng, cân móng cho vuông góc, song song. Khi đào móng thì người thợ làm sắt phải bắt đầu. Người thợ chính phải chỉ cho họ cần loại sắt nào để làm sắt vỉ móng, cổ móng, đà kiềng.
- Sắt cột và đổ cột: Khi đã hoàn tất móng và đà kiềng, bắt đầu vào sắt cột và đổ cột. Người thợ chính phải làm việc với thợ sắt và thợ cốp-pha để chuẩn bị sắt, khuôn cho việc đổ cột bê tông. Đổ cột xong, có thể xây tường bao ngay.
- Lắp đặt, hoàn thiện: Giai đoạn tiếp là việc lắp đặt cửa, làm cầu thang (đây là một việc khó nhất), chạy các chỉ tường, mũ cột, làm các công trình phụ, tô tường, quét vôi, sơn, lát gạch nền, ốp gạch tường.

Không giống như những công ty, cơ sở hay những nhóm thợ có chức năng pháp nhân, giấy phép hành nghề rõ ràng - thợ hồ làm chui có những luật lệ và quy tắc hoạt động riêng, chỉ trong nghề mới hiểu. Về mặt tổ chức, người đứng đầu nhóm thợ được gọi là "cai". "Cai" là người có quyền lực nhất trong nhóm, "cai" là cha là mẹ, nói gì thợ - phụ phải nghe, "cai" làm gì có lỡ sai cũng không được nói, càng tuyệt đối không được nói ra những sai phạm trong quá trình thi công cho nhà thầu hoặc chủ nhà biết. Đó là điều cấm kỵ.

## Nguy cơ
Đây là một trong những ngành, nghề có ảnh hưởng nhiều đến sức khỏe, làm nghề phụ hồ thì tay chân bị vôi, cát, xi-măng ăn da, nặng hơn là bị dị ứng xi măng, nắng gió, và những nguy hiểm do tai nạn nghề nghiệp rình rập vì có những công việc buộc người thợ phải treo mình lơ lửng trên những tòa nhà cao tầng giữa điều kiện nắng nóng nhất là trong điều kiện về tình trạng bảo hộ lao động còn kém ở Việt Nam cũng như những quy định lỏng lẻo của pháp luật về an toàn lao động đối với các lao động phổ thông. Có nhiều vụ việc tai nạn nghiêm trọng xảy ra gây ảnh hưởng đến tính mạng và sức khỏe của người thợ hồ.
Có nhiều cái chết rất ít khi được công bố, điều tra. Bởi, ngay sau tai nạn, chủ sử dụng lao động đã nhanh chóng "xử lý" hiện trường và "giải quyết" hậu quả bằng cách riêng của mình. Người lao động do thiếu ý thức về an toàn lao động, cũng như hiểu biết hạn chế về pháp luật, nên khi xảy ra sự cố họ cũng đành "phó mặc" cho chủ doanh nghiệp.

Theo một báo cáo của Thanh tra Bộ Lao động - Thương binh và Xã hội năm 2008 thì "Tình trạng doanh nghiệp không báo cáo tai nạn lao động theo quy định ngày càng nhiều, trong 6 tháng đầu năm 2007, chỉ có 4.052 (trong tổng số hàng trăm ngàn doanh nghiệp trên cả nước) tham gia báo cáo tai nạn. Riêng Thành phố Hồ Chí Minh chỉ có 130 doanh nghiệp báo cáo, chiếm 0,12% trên tổng số 107.127 doanh nghiệp". Bấp bênh đời thợ hồ Đã có ghi nhận về việc thanh toán lẫn nhau giữa các thợ hồ vì mâu thuẫn trong công việc hoặc do dùng rượu bia quá quy định gây ra việc ẩu đả...

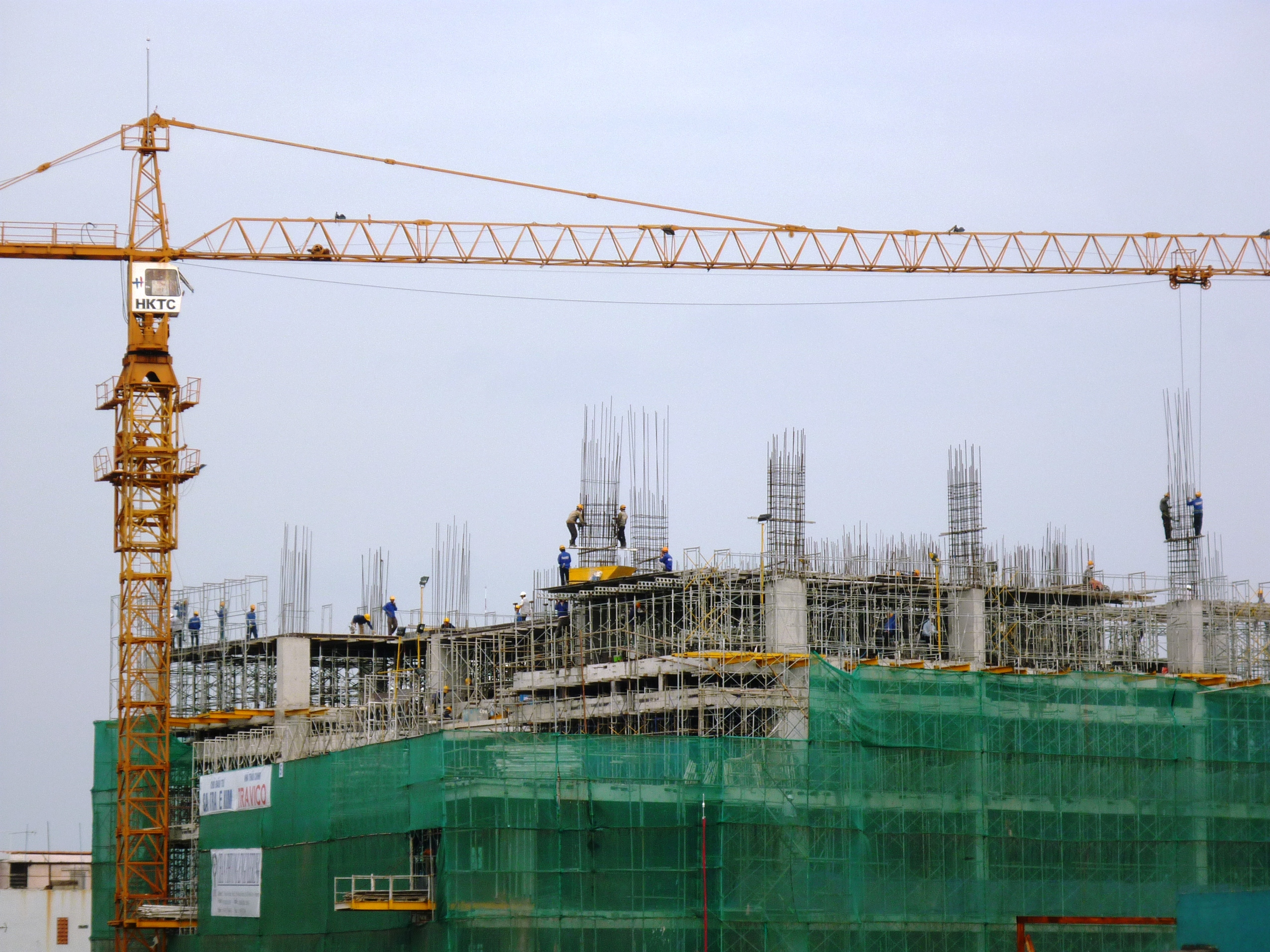
Thợ hồ đang vào sắt để đổ cột

## Văn hóa
Một số nơi có Lễ tế Tổ sư thợ nề như xóm Ngõa Tượng, làng Địa Linh, xã Hương Vinh, huyện Hương Trà. Nghi lễ tổ chức trong vòng hai ngày: 23 và 24 tháng 11 Âm lịch. Ngày chính hội là 24 tháng 11.NetCoDo thậm chí có những địa phương nghề thợ hồ trở thành một ngành nghề chính đặc trưng cho vùng miền đó Nhưng nhìn chung thợ nề vẫn còn bị thành kiến của xã hội đối với việc lao động chân tay và nghèo khổ.
Trong âm nhạc, cũng đã có những bài hát ca ngợi về công việc của những người lao động này, ca ngợi những đóng góp vinh quang cho xã hội của tầng lớp này.